# Среднебаварский диалект

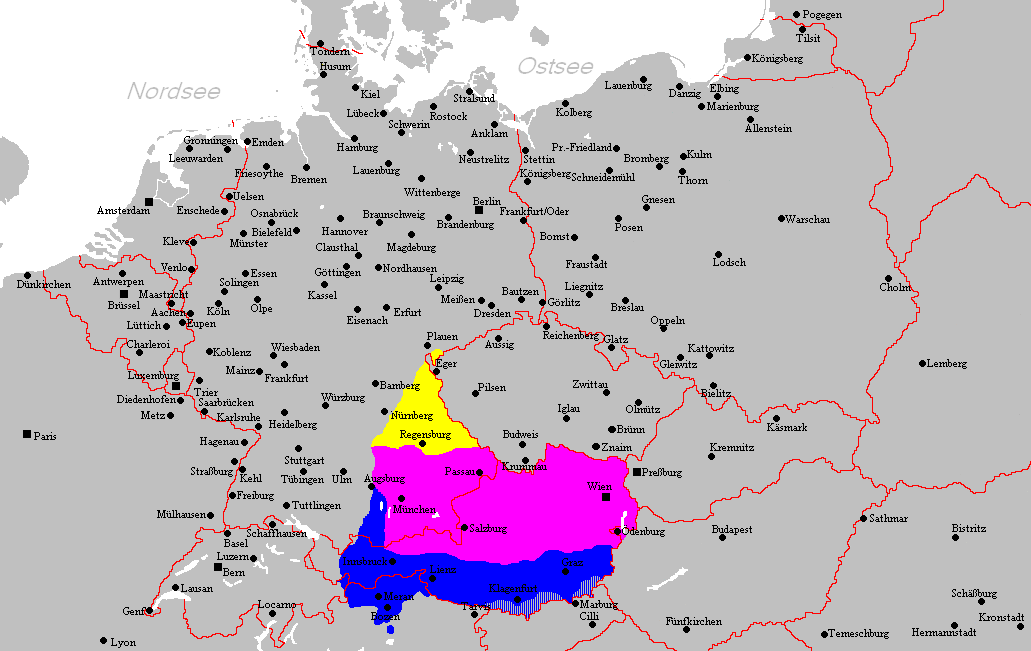
Баварские диалекты: среднебаварский обозначен розовым

Среднебаварский диалект (нем. Mittelbairisch, бав. Mittlboarisch) — диалект немецкого языка, принадлежащий к баварским диалектам. Распространён на юге и юго-востоке федеральной земли Бавария (в округах Верхняя Бавария и Нижняя Бавария, на юге Верхнего Пфальца), а также в Австрии (Вена, Верхняя Австрия, Нижняя Австрия, Зальцбург, Бургенланд, север Штирии и Тироля).